# Kamienowola
Kamienowola is een plaats in het Poolse district  Lubartowski, woiwodschap Lublin. De plaats maakt deel uit van de gemeente Ostrówek en telt 284 inwoners.